# Héliotrope de Curaçao
Heliotropium curassavicum
Pour les articles homonymes, voir Héliotrope (homonymie).
Espèce
Classification phylogénétique
L'héliotrope de Curaçao (Heliotropium curassavicum) est une plante de la famille des Boraginaceae, originaire d'Amérique, naturalisée en Europe méridionale, où elle pousse surtout dans la partie occidentale du bassin méditerranéen, sur les côtes sablonneuses à proximité immédiate de la mer. Elle forme des touffes souvent importantes, aux feuilles glauques, d'où émergent de petites fleurs blanches.

## Description

### Écologie et habitat
Plante vivace halophyte, poussant uniquement dans les lieux à teneur saline, sables du bord de mer essentiellement. On la rencontre dans l'ouest du bassin méditerranéen jusqu'à la Sicile.
- Floraison : de mai à septembre
- Pollinisation : entomogame
- Dissémination : barochore

### Morphologie générale et végétative
Plante herbacée à base ligneuse, charnue, de couleur glauque. Tige couchée à ascendante pouvant atteindre 70 cm de long. Feuilles simples alternes, ovales à linéaires, parfois légèrement spatulées, à une seule nervure centrale.

### Morphologie florale
Inflorescence en racème de cymes unipares scorpioïdes. Petit calice tubulé vert à cinq pointes triangulaires. Corolle blanche (5 mm ou moins) à cinq lobes à gorge jaune verdâtre ou violacée. Cinq étamines. Style assez court et conique. Ovaire supère.

### Fruit et graines
Le fruit est formé de quatre petits akènes (méricarpes).